# Netopýrky
Netopýrky (též Nitoperky, Netopérke – z německého Neidberg = závist) je přírodní památka v okrese Brno-město, v městské části Brno-Komín. Výměra je 1,54 ha; včetně ochranného pásma je 25,86 ha. V chráněném území se nachází řada chráněných druhů rostlin, přičemž mezi nejvýznamnější patří koniklec velkokvětý. Na východ od památky se nachází přírodní památka Medlánecké kopce a severovýchodně pak Medlánecká skalka.
Jde o jednu z nejcennějších nelesních krajinných prostor okraje Brna  a o Evropsky významnou lokalitu.
Nedaleko PP Netopýrky je Medlánecké letiště  a v dolní části PP se nacházejí pamětní desky letcům, kteří zde zahynuli.

## Sociální význam
PP Netopýrky je lokalita, o niž pravidelně nebo v jednotlivých akcích pečují různé společnosti zabývající se ochranou přírody, turistikou nebo péčí o okolí.
O PP Netopýrky pečovalo v minulosti i občanské sdružení Rezekvítek, nyní o Netopýrky pečuje ZO ČSOP Jestřábník , akce na pomoc PP pořádá sdružení Veronica.
Kopec Netopýrky je významným krajinným prvkem a centrálním bodem oblasti komínských polí, které jsou hojně využívány k vycházkám a vyjížďkám.

## Ohrožení

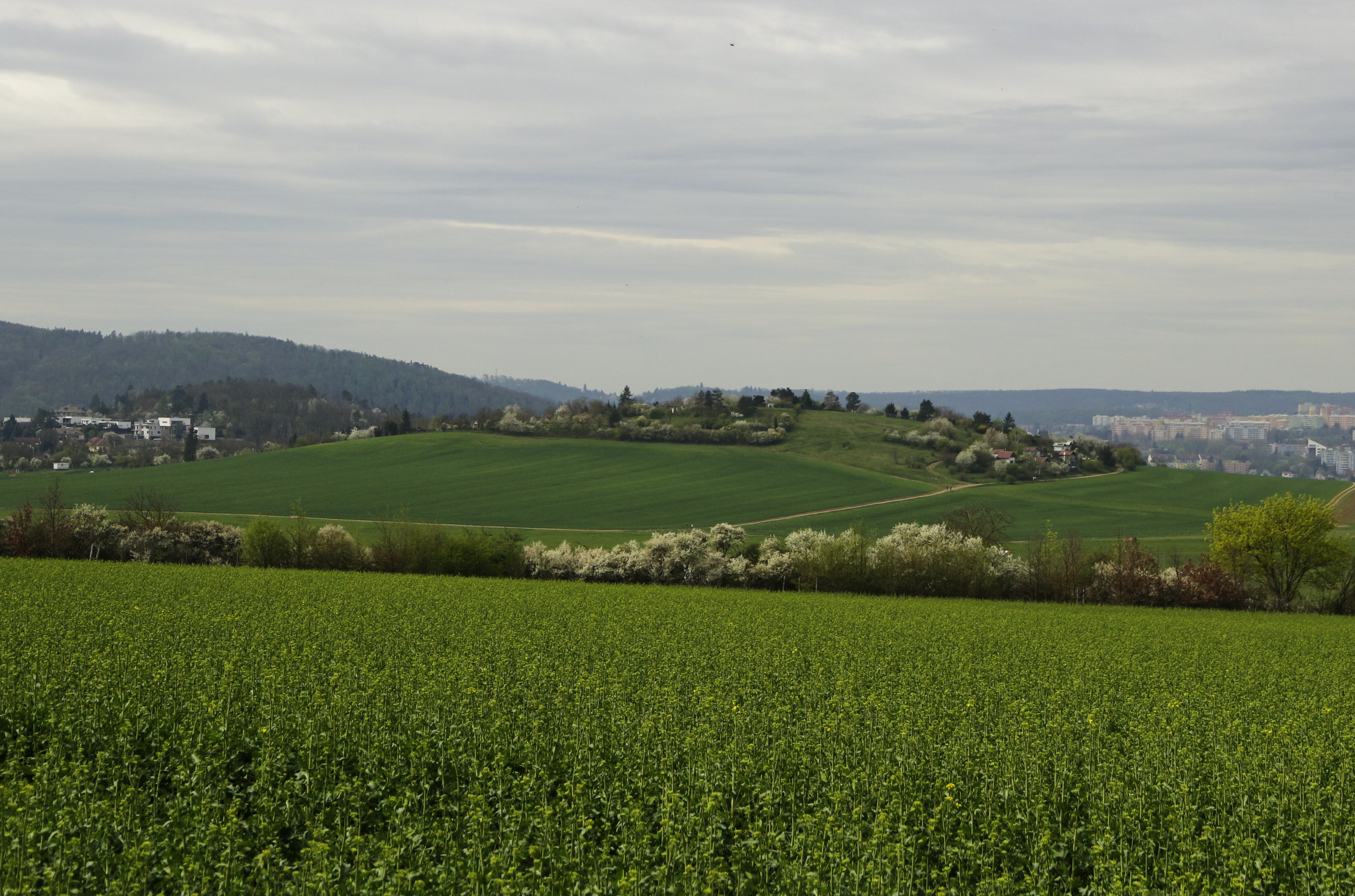
Kopec Netopýrky od Medlánek

### Důvod ochrany
Předmětem ochrany je travinobylinné společenstvo úzkolistých a širokolistých suchých trávníků. Lokalitu tvoří izolovaný ostrůvek teplomilných společenstev, který obsahuje některé chráněné a ohrožené druhy a druhy vyžadující pozornost. Z rostlin je to především koniklec velkokvětý (Pulsatilla grandis), bělozářka větevnatá (Anthericum ramosum), úročník bolhoj (Anthyllis vulneraria), rozrazil klasnatý (Pseudolysimachion spicatum). Z hmyzu zde najdeme typické teplomilné druhy, jako je kudlanka nábožná (Mantis religiosa). Na Netopýrkách a blízkém okolí byl zaznamenán výskyt ťuhýka obecného (Lanius collurio) a nyní i přímo na Netopýrkách stopy výskytu sysla (Spermophilus citellus).

## Geologie
Podloží přírodní památky tvoří metabazity brněnského masívu. Vyvýšenina vystupuje uprostřed mladších spraší. Z půd je zastoupena kambizem eutrofní.

## Flóra
Keřové patro na severním okraji území zastupuje růže malokvětá (Rosa micrantha), r. šípková (R. canina) a svída krvavá (Swida sanguinea). V teplomilných trávnících roste bělozářka větevnatá, čestec klasnatý (Pseudolysimachion spicatum), koniklec velkovětý, kručinka barvířská (Genista tinctoria), lněnka lnolistá (Thesium linophyllon), zvonek klubkatý (Campanula glomerata), z běžnějších druhů čičorka pestrá (Coronilla varia), devaterník velkokvětý tmavý (Helianthemumgrandiflorum subsp. obscurum), len počistivý (Linum catharticum), máčka ladní (Eryngium campestre), pupava bezlodyžná (Carlina acaulis), štírovník růžkatý (Lotus corniculatus) a třezalka tečkovaná (Hypericum perforatum).

## Fauna
Teplomilný hmyz zastupují motýli otakárek ovocný (Iphiclides podalirius), žluťásek jižní (Colias alfacariensis), z brouků je zde kozlíček písečný (Dorcadion pedestre), z plazů ještěrka obecná (Lacerta agilis).

## Rizika
- Zahrádkářská kolonie v sousedství – ohrožuje existenci PP Netopýrky

a) Tvorbou černých skládek, které jsou vzhledem k malé velikosti PP velkým rizikem.
b) Pěstováním šlechtěných druhů rostlin, pro které je PP vytvořena. Křížením s hybridními odrůdami se další generace rostlin stanou bezcennými.
c) Používáním toxických látek a hnojiv. Insekticidy a jejich zbytky v černých skládkách na PP ohrožují nejen vzácné kudlanky nábožné, které se zde nachází.
d) Použitím hnojiv ohrožují zahrádkáři PP Netopýrky zdaleka nejvíce – nadbytek dusíku může dramaticky změnit druhovou skladbu na stanovišti.
e) Používáním závlahy mohou zahrádkáři měnit vláhové poměry stanoviště. Naštěstí připojení zahrádkářské kolonie k vodovodnímu řadu zůstává obcí nepovoleno.
- Osídlení a výstavba – některé zahradní chatky načerno časem přerostly v stálá obydlí. Jak se obyvatelé vyrovnávají s odpady zde, kde není kanalizace, není známo. Naštěstí jde zatím o objekty ve větší vzdálenosti od PP. Úmysl „oživit“ bezprostřední okolí lokality Netopýrky několikapatrovými činžovními domy je zatím vzdálen realizaci. Lokalita Netopýrky není místními obyvateli považována za cennou, protože je srovnávána s rozlehlejší, evropsky významnou lokalitou Kamenný vrch.
- Malý rozměr PP Netopýrky (0,9127 ha) násobně zvyšuje veškerá ohrožení a navíc přirozenou změnou druhové skladby na stanovišti může dojít k snížení nebo zániku populace chráněných rostlin. Na více než polovině plochy nyní není žádný výskyt cenné flory, porosty koniklece obvykle rostou na ploše o velikosti 50–60 m² s nevelkým, zřejmě ustupujícím přesahem do jedné ze zahrad. Ještě před několika lety se menší populace koniklece velkokvětého vyskytovala i na opačné straně vrchu Netopýrky (49°13'52.257"N, 16°32'59.665"E).
- Intenzivní zemědělství v sousedství PP: v dolní části lokality je velké riziko úletu používaných agrochemikálií a průsaku (nebo difuze) hnojiv. Spodní část lokality je ovšem zcela bez cenné flory, donedávna byla naopak zarostlá akátem a jinými plevelnými dřevinami.
- Návštěvnost – rostlinám se návštěvníci vyhýbají, nedochází k poškození, sešlapávání, počet rostlin po pravidelném kosení roste, populace se ale spíše zahušťuje na stejné ploše.
- Stavební záměr – v blízkosti PP Netopýrky byl plánován přivaděč na D43, tzv. Hitlerovu dálnici, a také přímo trasa několika variant této dálnice. Tyto varianty dálnice (Komínské varianty) byly snahou Ředitelství silnic a dálnic vyrovnat se s odporem proti dálnici D43 ze strany obyvatel nedaleké Bystrce a ekologických hnutí. Na zvýšené koncentrace oxidů dusíku a přízemního ozonu silně reaguje více druhů rostlin.

## Galerie

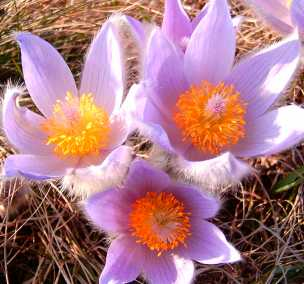
koniklec velkokvětý
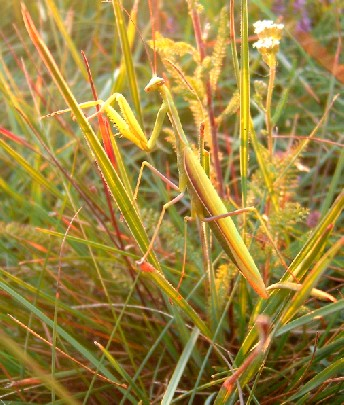
kudlanka nábožná
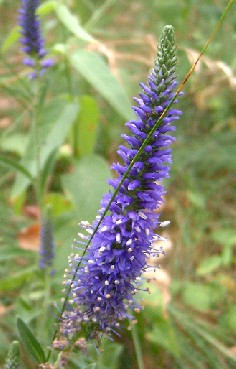
rozrazil klasnatý